# Patricia Hill Collins
Patricia Hill Collins (nascida em 1 de maio de 1948) é uma renomada professora universitária de Sociologia da Universidade de Maryland, College Park. Ela também é a ex-chefe do Departamento de Estudos Afro-Americanos na Universidade de Cincinnati, e ex-presidenta do Conselho da Associação Americana de Sociologia. Collins foi a 100º presidenta da ASA, e a primeira mulher afro-americana a ocupar o cargo.
Vencedora do Prêmio Berggruen de Filosofia e Cultura em outubro de 2023.
Collins trabalha, principalmente, sobre feminismo e gênero dentro da comunidade afro-americana. A notoriedade de Patricia Hill Collins no contexto norte americano se deu a partir do seu livro"Black Feminist Thought: Knowledge, Consciousness and the Politics of Empowerment", publicado originalmente em 1990.

## Biografia e carreira
Collins nasceu em 1948, na Filadélfia, Pensilvânia. Seus pais eram Albert Hill, um trabalhador de fábrica e veterano da segunda Guerra Mundial, e Eunice Randolph Hill, uma secretária; ela não teve irmãos. Collins estudou em escolas públicas da Filadélfia. Na graduação, estudou Sociologia na Universidade de Brandeis, formando-se em 1969. Ela obteve o título de mestre na Universidade de Harvard, em 1970. De 1970 a 1976, ela foi professora de educação na Faculdade Comunitária St. Joseph, em Roxbury, Boston. Ela se tornou a diretora do Centro Africana na Universidade de Tufts, onde ficou de 1976 a 1980. Em Tufts, ela conheceu e se casou com Roger L. Collins, professor de educação na Universidade de Cincinnati, com quem teve uma filha, Valéria L. Collins.
Ela obteve seu doutorado, em sociologia, em Brandeis, em 1984. Ao obter o título, ela trabalhou como professora assistente na Universidade de Cincinnati no início em 1982.
Em 1990, Collins publicou seu primeiro livro, Black Feminist Thought: Knowledge, Consciousness and the Politics of Empowerment" Uma décima edição, revista, foi publicada em 2000. O livro foi traduzido para coreano, em 2009.

## Obra
Em 1990, Collins publicou Black Feminist Thought: Knowledge, Consciousness and the Politics of Empowerment,que se debruça sobre o trabalho de Angela Davis, Alice Walker e Audre Lorde. A análise incorporou uma vasta gama de fontes, incluindo ficção, poesia, música e história oral. O trabalho de Collins ficou marcado por duas grandes contribuições:
- As opressões de raça, classe, gênero, sexualidade e nação se interrelacionam, construindo sistemas de poder mutuamente implicados. Collins utilizou o termo "interseccionalidade", originalmente cunhado por Kimberlé Crenshaw, para se referir a essa sobreposição simultânea de múltiplas formas de opressão.
- Porque as mulheres negras têm histórias únicas nas intersecções dos sistemas de poder, eles criaram visões de mundo a partir de uma necessidade de autodefinição e para trabalhar em nome da justiça social. As experiências específicas das mulheres negras com a interseção de sistemas de opressão fornecem uma janela para os mesmos processos para outros indivíduos e grupos sociais.

O livro seguinte de Collins foi Black Sexual Politics: African Americans, Gender, and the New Racism. Esse trabalho argumenta que o racismo e a heteronormatividade estão interligados e que ideais de beleza atuam para oprimir os afro-americanos. O livro ganhou o Book Award da Associação Americana de Sociologia.
Em 2006, ela publicou  From Black Power to Hip Hop: Racism, Nationalism, and Feminism, onde examina a relação entre nacionalismo negro, o feminismo e o hip-hop.

### Livros em inglês (original)
- On Intellectual Activism, Philadelphia: Temple University Press, {{ISBN|978-1439909614, 2012&
- (coeditado com John Solomos) The SAGE Handbook of Race and Ethnic Studies, Los Angeles: London: SAGE, ISBN 978-0761942207, 2010
- Another Kind of Public Education: Race, the Media, Schools, and Democratic Possibilities, Beacon Press, ISBN 0-8070-0018-3, 2009
- From Black Power to Hip Hop: Racism, Nationalism, and Feminism, Temple University Press, ISBN 1-59213-092-5, 2006
- Black Sexual Politics: African Americans, Gender, and the New Racism, New York: Routledge, ISBN 0-415-93099-5, 2005
- Fighting Words: Black Women and the Search for Justice, University of Minnesota Press, ISBN 0-8166-2377-5, 1998 (coeditado com Margaret Andersen)
- Race, Class and Gender: An Anthology, ISBN 0-534-52879-1, 1992, 1995, 1998, 2001, 2004, 2007, 2010
- Black Feminist Thought: Knowledge, Consciousness and the Politics of Empowerment, Routledge, ISBN 0-415-92484-7, 1990, 2000

### Livros traduzidos para o português (Brasil)
- Pensamento feminista negro: conhecimento, consciência e a política do empoderamento, Boitempo, ISBN 978-85-7559-707-1, 2019
- Bem mais que ideias - a interseccionalidade como teoria social crítica. Boitempo, ISBN
- 2022.  [5]
- Política Sexual Negra. Boitempo, ISBN 978-6588337219 [6], 2022.
- Intersecções letais: raça, gênero e violência, Boitempo, ISBN 978-65-5717-413-5, 2024.